# ایگناتووتسی (استان گابرووو)
ایگناتووتسی (به بلغاری: Ignatovtsi) یک منطقهٔ مسکونی در بلغارستان است که در استان گابرووو واقع شده‌است.